# Міжнародний фестиваль класичної музики KharkivMusicFest
KharkivMusicFest (укр. Харків Музік Фест) — щорічний міжнародний фестиваль класичної музики, який з 2018 року проходить у Харкові. Фестиваль включає не тільки концертну, але й просвітницьку програму, а також заходи з метою популяризації класичного музичного мистецтва. Фестивальні заходи проходять як у концертних залах Харківської обласної філармонії та Харківського Національного академічного театру опери та балету імені М. В. Лисенка, так і в незвичних для цього місцях — у метро, торгових центрах, арт-просторах, а також просто неба. Частина фестивальних заходів є вільною для відвідування та безкоштовною.
Співзасновники фестивалю: Сергій Політучий, Станіслав Христенко, Ігор Тулузов.
Організатор фестивалю — Фонд громади Харкова «Толока».
Артистичний директор фестивалю — Віталій Алексейонок.

## Історія фестивалю
«KharkivMusicFest» започатковано у 2018 році. Першим арт-директором фестивалю протягом трьох років був Станіслав Христенко.

### 2018 рік
У 2018 році фестиваль був присвячений 333-річчю з дня народження Йоганна Себастьяна Баха. Він тривав з 14 по 29 березня. Започатковані у 2018 році фестивальний оркестр «KharkivMusicFest» та проєкт «Art Piano» стали візитівками фестивалю.

### 2019 рік
У 2019 році головною зіркою «KharkivMusicFest» був обраний Вольфганг Амадей Моцарт. Фестиваль проходив з 23 березня по 7 квітня, склад фестивального оркестру розширився, він складається з провідних музикантів України та запрошених закордонних гостей. Фестиваль отримав знак EFFE Label 2019—2020 від Європейської асоціації фестивалів (англ. European Festivals Association).

### 2020 рік
У 2020 році фестиваль був запланований на 28 березня — 11 квітня, але через карантинні обмеження, пов'язані з пандемією коронавірусної хвороби COVID-19 заходи було скасовано.

### 2021 рік
У 2021 році фестиваль був присвячений 250-річчю з дня народження Людвига ван Бетховена. Фестиваль складався з 22 концертних та 11 освітніх заходів, а також 9 спеціальних проєктів, частина з яких відбулася онлайн.

### 2022 рік
У 2022 році у фестивалі планувалися концерти Люки Дебарга, Нільса Вандерера та інших, але через збройне повномасштабне російське вторгнення фестивальні заходи обмежились символічним «Концертом проміж вибухів», який відбувся у харківському метро, що стало прихистком для багатьох тисяч містян.

### Учасники
Серед учасників фестивалю у різні роки — українські та закордонні зірки класичного музичного мистецтва, такі як композитор та диригент Мирослав Скорик, диригент Томаш Бугай, піаністи Пол Льюїс та Джордж Лі, дует Ігудесман і Джу, музиканти оркестру Музикантів Лувра, віолончеліст Готьє Капюсон, вокалістка Ольга Бусуйок та інші.

## Ініціативи фестивалю

#### Фестивальний оркестр KharkivMusicFest
Фестивальний оркестр — це симфонічний оркестр, який щорічно формується в рамках фестивалю «KharkivMusicFest». За ці роки до нього долучилися музиканти з провідних світових оркестрів, таких як Люцернський фестивальний оркестр, симфонічний оркестр BBC, Чеський філармонічний оркестр, Королівський філармонічний оркестр Стокгольма, Національний оркестр Бельгії, Грузинський і Словацький філармонічні оркестри, та інші.
Деякі з учасників оркестру також є концертуючими солістами і учасниками камерних ансамблів, що виступають на світових концертних майданчиках.
У різні роки у складі фестивального оркестру виступали такі солісти, як Вацлав Дворжак, Агата Шимчевська, Володимир Микитка, Тіль Хоффман, Мирослава Которович, під керівництвом таких диригентів, як Фахраддін Керімов, Іван Чередниченко, Станіслав Христенко та інших.

#### Конкурс молодих композиторів
Всеукраїнський конкурс молодих композиторів імені Бориса Лятошинського засновано у 2019 році в рамках Міжнародного фестивалю класичної музики KharkivMusicFest. Він ставить за мету розвиток творчості українських молодих композиторів, зростання значення їхніх творів, фахову орієнтацію молодих митців у професійному середовищі.
Конкурс проводиться щороку. Твори переможців звучать у виконанні професійних музикантів та солістів на концерті Call for genius, частиною якого є церемонія нагородження лауреатів.

#### Дитячий симфонічний оркестр KharkivMusicFest
Дитячий симфонічний оркестр «KharkivMusicFest» було створено у 2019 році. Колектив об'єднує близько 50 учнів освітніх музичних закладів Харкова і дає їм можливість набувати професійного досвіду оркестрового музикування, регулярно протягом року вдосконалювати виконавське мистецтво під орудою диригента колективу і досвідчених викладачів, знайомитися з шедеврами класичної музики, виступати на концертних майданчиках Харкова, а також інших міст і країн.
За три роки існування колективу юні оркестранти встигли попрацювати з диригентами з України (Віталій Ляшко, Наталія Стець, Назар Якобенчук, Юрій Яковенко), Німеччини (Віталій Алексейонок) та США (Станіслав Христенко).

## Проєкти фестивалю

##### Art Piano
Постійній проєкт, який популяризує музичне мистецтво. Розфарбовані піаніно, розставлені в популярних серед містян локаціях, є однією з візитівок фестивалю. До перетворення їх на артоб'єкти долучаються як визнані митці, так і учні харківських художніх шкіл, студенти. Біля піаніно проводять стихійні концерти, заграти на них може кожен.

##### Гід по класичній музиці
Проєкт, покликаний популяризувати класичну музику, підготувати авдиторію до її сприйняття. Гід по класичній музиці — серія анімованих відеороликів знайомить глядачів з цікавими науковими та історичними фактами зі світу класики, з видатними постатями, навчає етикету поведінки у театрі чи філармонії тощо.

##### Лекції для широкої авдиторії
Лекції для широкої авдиторії проводяться як під час проведення фестивальних заходів, так і поза ними.